# (18306) 1981 EF9
A (18306) 1981 EF9 a Naprendszer kisbolygóövében található aszteroida. Schelte J. Bus fedezte fel 1981. március 1-jén.